# Leon Wachowiak
Leon Wachowiak (ur. 29 stycznia 1904 w Dziećkowicach, zm. 27 listopada 1957) – major ludowego Wojska Polskiego.

## Życiorys
Urodził się 29 stycznia 1904 w Dziećkowicach jako syn Stanisława.
Uczestniczył w hiszpańskiej wojnie domowej. W lipcu-sierpniu 1936 w Katalonii był członkiem Centurii „Thalmanna” – komunistycznej grupy wojskowej złożonej z emigrantów niemieckich. Od 8 kwietnia do 10 czerwca 1938 w stopniu porucznika był dowódcą w Batalionie im. Adama Mickiewicza, który wchodził w skład XIII Brygady Międzynarodowej im. Jarosława Dąbrowskiego.
Od listopada 1945 p.o. kierownika Wydziału II WUBP we Wrocławiu; od 1 lutego 1946 kierownik Wydziału Więzień i Obozów WUBP we Wrocławiu; od 30 października 1946 p.o. szefa PUBP w Zgorzelcu; od 30 listopada 1947 przekazany do dyspozycji Departamentu Personalnego MON; od 1 stycznia 1949 inspektor ds. dowodów osobistych PUBP w Zgorzelcu; od 1 października 1949 zastępca komendanta wojewódzkiego ds. ORMO KW MO w Gdańsku, zwolniony 31 lipca 1954.
Zmarł 27 listopada 1957. Pochowany 30 listopada 1957 na cmentarzu Srebrzysko w Gdańsku (rejon IX kwatera KW I-1-10).

## Ordery i odznaczenia
- Krzyż Srebrny Orderu Virtuti Militari (16 lipca 1946)[1]
- Złoty Krzyż Zasługi (6 września 1946)[2]